# اوتو فرایزینگی
اوتو فرایزینگی (لاتین: Otto Frisingensis; ۱۵ دسامبر ۱۱۰۹ – ۲۲ سپتامبر ۱۱۵۸) تاریخ‌نگار، و کشیش آلمانی در قرن ۱۲ میلادی که از سال ۱۱۳۸ میلادی اسقف فرایزینگ بود.
وی در کلوسترنوییوگ به‌دنیا آمد و پنجمین پسر لئوپالد سوم، مارگراف اتریش و همسرش، آگنس، دختر هاینریش چهارم، بود. وی در سال ۱۱۴۷ در جریان جنگ صلیبی دوم شرکت جست و بعد از تلفات زیاد ارتش، وی به اورشلیم سفر کرد و پس از ۲ سال باواریا بازگشت.
دو اثر برجسته‌ای که از وی مانده است:
1. کرونیکا د دوآبود چی‌ویتاتیبوس (به فارسی: تاریخ دو شهر) که در ۸ کتاب تألیف شده‌است که در واقع دنباله متون آگوستین و ارسیوس است. این کتاب در زمان جنگ داخلی در آلمان در سال ۱۱۴۳تا ۱۱۴۵ میلاد نوشته شده‌است. این کتاب به تضاد دو آرمان‌شهر اورشلیم و بابل پرداخته و همچنین دربرگیرنده اطلاعات زیادی در رابطه با تاریخ زمانه خود است.
2. گشتا فریدریکی که به درخواست فریدریش یکم توسط اوتو نوشته شده‌است که در ۴ کتاب تألیف شده‌است. در واقع دو کتاب توسط اوتو و دو کتاب دیگر توسط شاگردش نوشته شده شد.